# Гала Плацидија
Елија Гала Плацидија (лат. Aelia Galla Placidia, * око 390.; † 27. новембра 450. године) била је ћерка римског цара Теодосија I и његове друге супруге Гале, ћерке Валентинијана I. Гала Плацидија се удавала два пута, први пут за визиготског краља Атаулфа, други пут за западноримског војсковођу Флавија Констанција, будућег цара Констанција III, коме је родила двоје деце, ћерку Хонорију и сина Валентинијана III (419—455). У периоду између 425. и 433. Плацидија је била неформални али ефикасни регент Западног римског царства у име свог малолетног сина, све док врховну власт није морала да препусти војсковођи Аецију.

## Биографија
Као девојку Плацидију су заробили Аларихови Визиготи приликом пљачке Рима 410. године и затим су је одвели са собом као таоца. Супротно вољи западноримског цара Хонорија, Плацидијиног полубрата, Аларихов наследник Атаулф је оженио римску принцезу у Нарбону у јужној Галији јануара 414. године. Венчање је обављено по римском обреду и Плацидија је убрзо родила сина Теодосија. Међутим, дечак је умро у првој години живота и сахрањен је у Барселони где је у лето 415. убијен и његов отац од стране личних непријатеља. Хоноријев војсковођа Флавије Констанције је 415. блокирао јужну Галију у којој су Визиготи боравили и нови краљ Валија је почетком 416. пристао да размени Плацидију за велику испоруку житарица.
По повратку у Равену, тадашњу царску резиденцију, Плацидија је удата за победоносног војсковођу Констанција у јануару 417. године. Плацидија је поново удата овога пута дефинитивно против своје воље. Констанцију је родила двоје деце, ћерку Јусту Грату Хонорију (између октобра 417. и септембра 418.) и сина Плацидија Валентинијана (3. јула 419. године). Најзад, 8. фебруара 421. Хонорије је Констанција прогласио за свог савладара и дао му титулу августа, док је Плацидија добила титулу августе. Уздизање Констанција III прошло је без консултација са источноримским двором и Плацидијин братанац Теодосије II је одбио да призна њеног мужа за западног савладара. Констанције је ипак преминуо 2. септембра 421. чиме је даље заоштравање односа између Цариграда и Равене избегнуто.
У периоду након Констанцијеве смрти, парадоксално, његова удовица је уживала највећи утицај у високој политици. Хонорије није имао деце и Плацидија је изгледа све чинила да обезбеди престо свом малолетном сину Валентинијану. У политичкој борби сукобила се са Кастином, врховним заповедником војске (Magister militum) и 423. морала је са својом децом да побегне из Италију у Константинопољ где ју је Теодосије II, и поред ранијих несугласица, примио са свим почастима. Како је Хонорије умро 27. августа 423, Кастин је на престо поставио једног од чиновника, извесног Јована. Плацидијин стари савезник, војсковођа Бонифације, који је управљао северном Африком, одбио је да призна новог западноримског цара и обуставио је испоруке жита у Рим. Поред тога и Теодосије је стао иза свог брата од тетке и опремио је војну експедицију која је требало да обнови власт Теодосијеве династије на западу. Мали Валентинијан је 424. у Солуну проглашен за цезара и затим је одатле испловила византијска флота под командом Алана Ардабурија. Бродови који су превозили Плацидију и њену породицу доживели су бродолом на Јадрану негде на обалама Далмације. Након спасавања августа се заветовала да ће у знак захвалности подићи цркву посвећену св. Јовану Крститељу. У септембру 425. узурпатор Јован је поражен и убијен у Равени, а Кастин је протеран. Царска породица је затим отпутовала у Рим где је Теодосијев изасланик Хелион прогласио Валентинијана III за августа 23. октобра 425. године. Отприлике у исто време и Хонорија је проглашена за августу, а мајка и ћерка су касније подигле у Равени базилику посвећену св. Јовану Крститељу.
Пошто је Валентинијан још увек био малолетан Гала Плацидија је преузела улогу регента. Њена власт почивала је у стварности на лавирању између моћних војсковођа, пре свих Аеција, који је се истакао већ у Јовановој служби, и Бонифација. Аеције је 425. послат у Галију, подаље од Равене, и ту је носио титулу заповедника коњице (magister equitum). Међутим, у борби са варварима Аеције се прославио и затим је затражио од царице да га постави за врховног заповедника целокупне римске војске (magister militum). Плацидија се плашила да ће доминација само једног војсковође угрозити положај њеног сина тако да је насупрот Аецију позвала у помоћ из Африке Бонифација. У бици код Риминија 432. године Аеције је потучен и на крају је побегао у Панонију хунском краљу Ругили, али је и сам Бонифације тешко рањен тако да је умро три месеца након битке. Наредне, 433. године, Аеције се вратио у Италију праћен бројним хунским помоћним одредима и након тога царица је била приморана да му препусти врховну команду над римском војском Западноримског царства.
Тиме је практично Плацидијина улога у високој политици царства окончана, а Аеције је преузео највећи удео у реалној власти. Међутим, он је већ био свестан да права моћ лежи у лојалности војске и војним успесима, а не у царском положају тако да је неспособног Валентинијана III оставио на трону. Што се Плацидије тиче она је преминула 27. новембра 450. у Риму, али је њено тело пренесено у већ припремљени маузолеј у Равени где је већ почивао њен супруг Констанције III и полубрат Хонорије (или је пак на то место сахрањен касније Валентинијан III). Посмртни остаци сахрањених у равенском маузолеју су грешком спаљени 1577. године. Сам Маузолеј Гале Плацидије је 1996. године са још седам позноантичких грађевина Равене уврштен на УНЕСКО листу Светске баштине.